# LoveStoned
Singles de Justin Timberlake
What Goes Around...Comes Around
(2007) Ayo Technology
(2007)
LoveStoned (connu sous le titre LoveStoned/I Think She Knows Interlude sur l'album) est une chanson du chanteur de pop américain Justin Timberlake issu de son second album FutureSex/LoveSounds. La chanson est sortie en tant que cinquième single le 3 mai 2007. Le morceau a été écrit et produit par Timberlake, Timbaland, et Danja.

## Classements et certifications
| Classement (2007)                       | Meilleure position |
| --------------------------------------- | ------------------ |
| Australie (ARIA)                        | 11                 |
| Autriche (Ö3 Austria Top 40)            | 21                 |
| Belgique (Flandre Ultratop 50 Singles)  | 14                 |
| Belgique (Wallonie Ultratop 50 Singles) | 29                 |
| Canada (Hot 100)                        | 5                  |
| États-Unis (Hot 100)                    | 17                 |
| États-Unis (Pop Airplay)                | 4                  |
| États-Unis (Dance Club Songs)           | 1                  |
| États-Unis (Adult Pop Songs)            | 28                 |
| Tchéquie (IFPI Rádio)                   | 17                 |
| Danemark (Tracklisten)                  | 12                 |
| Finlande (Suomen virallinen lista)      | 7                  |
| France (SNEP)                           | 28                 |
| Hongrie (Rádiós Top 40)                 | 4                  |
| Hongrie (Dance Top 40)                  | 13                 |
| Irlande (IRMA)                          | 12                 |
| Italie (FIMI)                           | 10                 |
| Pays-Bas (Single Top 100)               | 5                  |
| Nouvelle-Zélande (RMNZ)                 | 17                 |
| Royaume-Uni (UK Singles Chart)          | 11                 |
| Slovaquie (IFPI Rádio)                  | 22                 |
| Suède (Sverigetopplistan)               | 9                  |
| Suisse (Schweizer Hitparade)            | 19                 |

| Classement (2007) | Position |
| ----------------- | -------- |
| Australie         | 75       |
| Nouvelle-Zélande  | 21       |

| Pays       | Certifications |
| ---------- | -------------- |
| Australie  | Or             |
| États-Unis | Or             |

## Clip vidéo
Réalisé par Robert Hales, le tournage du clip vidéo a eu lieu aux Web Studios en mars 2007. à Salford, en Angleterre,. Pour les effets d'éclairage, Timberlake et Hales ont dû utiliser 600 kilowatts de puissance d'éclairage, la puissance maximale jamais utilisée par les studios. Les effets visuels de la vidéo ont été produits par le studio de design multidisciplinaire Blind.
Dans la vidéo, Timberlake est représenté sous la forme d'une fréquence bleue. Tout au long de cette partie de la vidéo, une femme et un cœur sont également visibles sous cette forme. Au milieu de la chanson, on peut voir Timberlake jouer de la guitare électrique. De plus, la première moitié de l'interlude « I Think She Knows » est coupée dans la vidéo. À la fin, on voit Timberlake chanter sur un fond blanc avec des impulsions électroniques qui parcourent les collines derrière lui, symbolisant son état d'esprit en transe.
La vidéo de "LoveStoned/I Think She Knows" a été diffusée en avant-première sur Yahoo! Music le 13 juin 2007 et sur « MuchOnDemand » de MuchMusic le 14 juin 2007. Total Request Live (TRL) a été diffusé pour la première fois le 18 juin et a débuté à la neuvième place le 19 juin,.
Le clip vidéo sur YouTube a été visionné plus de 90 millions de fois en avril 2024.